# Печеськівська сільська рада
Пече́ськівська сільська́ ра́да — адміністративно-територіальна одиниця та орган місцевого самоврядування у Хмельницькому районі Хмельницької області. Адміністративний центр — село Печеськи.

## Загальні відомості
- Територія ради: 23,48 км²
- Населення ради: 622 особи (станом на 2001 рік)
- Територією ради протікає річка Бужок

## Населені пункти
Сільській раді підпорядковані населені пункти:
- с. Печеськи
- с. Ходаківці

## Склад ради
Рада складається з 16 депутатів та голови.
- Голова ради: Галагун Анатолій Васильович
- Секретар ради: Багрій Валентина Миколаївна

### Керівний склад попередніх скликань
| Прізвище, ім'я, по батькові | Основні відомості                                                 | Дата обрання | Дата звільнення |
| --------------------------- | ----------------------------------------------------------------- | ------------ | --------------- |
| Галагун Анатолій Васильович | Сільський голова, 1960 року народження, освіта вища, безпартійний | 26.03.2006   | 31.10.2010      |
| Галагун Анатолій Васильович | Сільський голова, 1960 року народження, освіта вища, безпартійний | 31.10.2010   |                 |

Примітка: таблиця складена за даними сайту Верховної Ради України

### Депутати
За результатами місцевих виборів 2010 року депутатами ради стали:

#### За суб'єктами висування
| Суб'єкт висування           | Кількість обраних депутатів | %    |
| --------------------------- | --------------------------- | ---- |
| Самовисування               | 13                          | 81,3 |
| Народна партія              | 2                           | 12,5 |
| Комуністична партія України | 1                           | 6,3  |

#### За округами
| № округу                    | Прізвище, ім'я, по батькові  | Дата визнання обраним | Освіта             | Партійна приналежність                        | Відомості про обраного депутата        |
| --------------------------- | ---------------------------- | --------------------- | ------------------ | --------------------------------------------- | -------------------------------------- |
| Комуністична партія України |                              |                       |                    |                                               |                                        |
| 11                          | Огороднік Василь Григорович  | 01.11.2010            | середня спеціальна | член Комуністичної партії України             |                                        |
| Народна Партія              |                              |                       |                    |                                               |                                        |
| 3                           | Багрій Валентина Миколаївна  | 01.11.2010            | середня спеціальна | позапартійна                                  | с. Печеськи, секретар сільської ради   |
| 8                           | Процюк Тетяна Володимирівна  | 01.11.2010            | середня спеціальна | позапартійна                                  | с. Печеськи, зав.бібліотекою           |
| Самовисування               |                              |                       |                    |                                               |                                        |
| 1                           | Тимчак Василь Васильович     | 01.11.2010            | середня спеціальна | позапартійний                                 | с. Печеськи, механік                   |
| 2                           | Бевза Михайло Іванович       | 01.11.2010            | середня спеціальна | позапартійний                                 | с. Печеськи, директор                  |
| 4                           | Багрій Іван Іванович         | 01.11.2010            | середня            | член Всеукраїнського об'єднання «Батьківщина» | с. Печеськи, директор будинку культури |
| 5                           | Полячик Галина Борисівна     | 01.11.2010            | вища               | позапартійна                                  | с. Печеськи, вчитель                   |
| 6                           | Василик Наталія Іванівна     | 01.11.2010            | вища               | позапартійна                                  | с. Печеськи, вчитель                   |
| 7                           | Мамчук Ніна Леонідівна       | 01.11.2010            | середня            | позапартійна                                  | с. Печеськи, продавець                 |
| 9                           | Гаврилюк Сергій Анатолійович | 01.11.2010            | середня            | позапартійний                                 |                                        |
| 10                          | Харюк Юлія Василівна         | 01.11.2010            | вища               | позапартійна                                  |                                        |
| 12                          | Савчук Людмила Микитівна     | 01.11.2010            | середня            | позапартійна                                  | м. Хмельницький, швея                  |
| 13                          | Садовець Галина Степанівна   | 01.11.2010            | середня спеціальна | позапартійна                                  | с. Печеськи, бухгалтерсільської ради   |
| 14                          | Лошацька Оксана Борисівна    | 01.11.2010            | вища               | позапартійна                                  | м. Хмельницький, пом.прокурора         |
| 15                          | Антошин Віктор Володимирович | 01.11.2010            | середня            | позапартійний                                 | м. Хмельницький, зам. директора        |
| 16                          | Яцишина Наталія Степанівна   | 01.11.2010            | середня            | член Всеукраїнського об'єднання «Батьківщина» | с. Печеськи, соц..працівник            |